# Curtara gibara
Curtara gibara är en insektsart som beskrevs av Delong 1980. Curtara gibara ingår i släktet Curtara och familjen dvärgstritar. Inga underarter finns listade i Catalogue of Life.